# Rayman (серия игр)
Rayman — серия игр, разрабатываемая и издаваемая преимущественно французской компанией Ubisoft. Создателем серии и одноимённого персонажа является Мишель Ансель.

## Главный герой
Рэйман — талисман компании Ubisoft и представляет собой антропоморфного персонажа без рук и ног, однако с ладонями и ступнями. Персонаж был разработан Мишелем Анселем в 1992 году для его будущей игры на Super Nintendo Entertainment System, которая впоследствии стала первой игрой во франшизе, которая вышла на Atari Jaguar первого сентября 1995 года.

## Игровой мир
Игровой мир, называемый Перекрёстком Грёз, созданный богом Полокусом, заселён различными волшебными существами, такими как феи, Глюты и Тинсы. Здесь обитают как дружественные существа, которые помогают Рэйману в битвах и пополняют его силы, так и враги, называемые Кошмарами. Существование волшебного мира поддерживает магический артефакт, называемый Сердцем Мира (иногда Великим Протуном).

## Хронология

### Основная серия
- 1995 — Rayman на DOS, Atari Jaguar
портирована на: PlayStation, Sega Saturn, Game Boy Advance (как Rayman Advance), Pocket PC (как Rayman Ultimate), Windows, Nintendo DSi (DSiWare)
- 1999 — Rayman 2: The Great Escape на Windows, Nintendo 64, Dreamcast, PlayStation
портирован на: PlayStation 2 (2001, как Rayman 2: Revolution), Game Boy Advance (2003, как Rayman 2), Nintendo DS (2005, как Rayman DS), iOS (iPhone и iPod Touch), Nintendo 3DS (2011, как Rayman 3D)
- 2003 — Rayman 3: Hoodlum Havoc на Windows, Nintendo GameCube, PlayStation 2, Xbox
портирован на Macintosh. Выпущен в обновленном виде на: PSN и Xbox Live (март 2012)
- 2011 — Rayman Origins на Xbox 360, PlayStation 3 и Wii
портирован: Windows (2012, Steam), Nintendo 3DS, PlayStation Vita
- 2013 — Rayman Legends на Xbox 360, Xbox One, PlayStation 3, PlayStation 4, Wii U, PlayStation Vita, Windows и Nintendo Switch.

### Портативные варианты
- 2000 — Rayman на Game Boy Color — 2D-платформер, который грубо следует сюжету первой части 1995 года, но графически и музыкально сильно отличается.
- 2001 — Rayman 2 на Game Boy Color — 2D-платформер
- 2003 — Rayman 3: Hoodlum Havoc на N-Gage и Game Boy Advance (поддерживает Link-кабель для GameCube) — 2D-платформер
- 2005 — Rayman: Hoodlums' Revenge на Game Boy Advance — платформер с изометрической графикой.
- 2006 — Rayman Raving Rabbids на Game Boy Advance — эта игра, в отличие от остальных портов Rayman Raving Rabbids, является игрой в жанре 2D-платформер.
- 2010 — Rayman 2: The Great Escape на iPhone/iPod Touch, а также Rayman DS и Rayman 3D для Nintendo DS и Nintendo 3DS соответственно.

### Raving Rabbids
Спин-офф Rayman Raving Rabbids повёл игровую серию в совершенно иное для неё русло. Игры под-серии Raving Rabbids представляют собой сборник мини-игр. Особенной чертой здесь является необычный юмор: Рэйман использует, к примеру, вантузовый пистолет — оружие, которое стреляет вантузами как пулями — чтобы сражаться с Бешеными кроликами — монстрами и антагонистами этой и последующих игр. В дальнейшем Рэйману нужно пройти различные испытания, вроде гонок на бородавочниках или метания коров.
- 2006 — Rayman Raving Rabbids на Wii — одна из немногих стартовых игр для Wii, которая сконцентрирована на революционный тип управления с помощью Wiimote. Несмотря на то, что все мини-игры позволяют играть одновременно нескольким игрокам, всё-таки большинство игр происходит по очереди, одновременная игра возможна лишь в немногих из них. В версиях для PlayStation 2, Xbox 360, ПК, Nintendo DS, Game Boy Advance управление было реализовано посредством геймпада, что существенно уменьшило удовольствие от игры версии Wii, поэтому эти порты не стали такими успешными.
- 2007 — Rayman Raving Rabbids 2 на Wii — портирован на Nintendo DS. Эта игра делает основной упор на возможность многопользовательской игры, отказавшись однако фактически полностью от свободы действия.
- 2008 — Rayman Raving Rabbids TV Party на Wii — портирован на Nintendo DS
- 2009 —Rabbids Go Home на Wii — портирован на Nintendo DS. Эта игра больше не состоит из мини-игр, а скорее из различных уровней, в которых нужно собрать как можно больше мусора. С помощью этого мусора, с помощью которого Бешеные Кролики строят гигантскую башню, эти существа хотят сбежать на Луну. В игре Рэйман не появляется вообще.
- 2010 — Raving Rabbids: Сумасшедшее путешествие во времени на Wii — сборник мини-игр, который был выпущен эксклюзивно для Nintendo Wii.
- 2011 — Rabbids 3D на 3DS — игра жанра платформер с кроликами для Nintendo 3DS. Вышла 31 марта 2011.
- 2011 — Raving Rabbids — Alive and Kicking на Xbox 360
- 2012 — Rabbids Rumble на Nintendo 3DS
- 2013 — Rabbids Land на Wii U

### Другие Спин-Оффы
- 2001 — Rayman M (или Rayman Arena) — сборник мультиплеерных игр для ПК, PlayStation 2, Xbox, Nintendo GameCube
- 2002 — Rayman Rush — сборник мультиплеерных игр для PlayStation
- Rayman Golf (2002), Rayman Bowling (2003), Rayman Kart (2007) — для мобильных телефонов
- 2012 — Rayman Jungle Run — для смартфонов (iOS, Android, Windows Phone 8), разработана компанией Pastagames, вышла в сентябре 2012.
- 2013 — Rayman Fiesta Run — для смартфонов (iOS, Android, Windows Phone 8) вышла 7 ноября 2013.
- 2013 — Rayman Legends Beatbox — для смартфонов (iOS, Android), а также браузерная версия.
- 2015 — Rayman Adventures — для смартфонов (iOS, Android).
- 2019 — Rayman Mini — для смартфонов и планшетов iOS в сервисе Apple Arcade.

## Критика
| Игра                       | GameRankings                                     | Metacritic                                                                                                |
| -------------------------- | ------------------------------------------------ | --- |
| Rayman                     | (JAG) 85% (SAT) 85% (PC) 77% (DSi) 66% (iOS) 60% | (GBA) 84/100                                                                                              |
| Rayman 2: The Great Escape | (DC) 93% (PC) 91% (PS1) 87%                      | (N64) 90/100 (PS2) 90/100 (3DS) 61/100 (NDS) 58/100 (iOS) 53/100                                          |
| Rayman 3: Hoodlum Havoc    | N/A                                              | (GBA) 83/100 (GC) 77/100 (PS2) 76/100 (Xbox) 75/100 (PC) 74/100 (PS3) 72/100 (X360) 69/100                |
| Rayman Origins             | N/A                                              | (Wii) 92/100 (Vita) 88/100 (X360) 87/100 (PS3) 87/100 (PC) 86/100 (3DS) 71/100                            |
| Rayman Legends             | N/A                                              | (WiiU) 92/100 (XONE) 91/100 (PS3) 91/100 (PS4) 90/100 (X360) 90/100 (PC) 89/100 (Vita) 87/100 (NS) 84/100 |

Все игры серии получили от критиков в большинстве своём положительные отзывы.

## Телесериал
В 1999—2000 годах вышел британо-французский мультсериал Rayman: The Animated Series режиссёра Лорана Женне. Изначально было запланировано 13 серий. Вышло четыре серии: «Похищение ЛакМака», «Не праковать», «Повышенная неврозность» и «Рандеву с трудностями». Пятый, незаконченный эпизод должен был называться «Мой прекрасный Лак-Мак». Этот эпизод был почти готов к съемкам, но был остановлен в последнюю минуту.